# پاریا (ایاکوچو)
پاریا (به اسپانیایی: Parya) یک کوه در پرو است که در منطقه آیاکوچو واقع شده‌است. پاریا ۴٬۸۶۲ متر بالاتر از سطح دریا واقع شده‌است.